# Église Saint-Loup-de-Sens de La Croix-en-Brie
Pour les articles homonymes, voir Église Saint-Loup.
L'église Saint-Loup-de-Sens est une église catholique située à la Croix-en-Brie, en France.

## Localisation
L'église est située dans le département français de Seine-et-Marne, sur la commune de la Croix-en-Brie.

## Historique
Cette église est construite au XIIIe siècle, puis remaniée aux XVe et XVIe siècles. L'édifice est inscrit au titre des monuments historiques en 1963. Initialement propriété des religieux de la Charité-sur-Loire, l'église primitive fut cédée par le prieur Godefroy (1208-1212), frère d'Hervé IV de Donzy, aux Hospitaliers de l'ordre de Saint-Jean de Jérusalem en 1208 qui fondent à côté la commanderie de La Croix-en-Brie.